# Вінфред Трекслер Рут
Вінфред Трекслер Рут (9 березня 1879 — 8 грудня 1947) — американський історик і педагог.
Рут народився в Маунт-Джой, штат Пенсильванія, і здобув базову освіту в Принстонському університеті. Він здобув ступінь доктора історії в Пенсильванському університеті в 1908 році, після чого приєднався до професорсько-викладацького складу Вісконсинського університету. У 1925 році він прийняв посаду завідувача кафедри історії в Університеті Айови, змінивши Артура М. Шлезінгера, і залишався на цій посаді до своєї смерті. Джордж Л. Моссе, який був професором історії в Айові під час перебування Рута на цій посаді, описував його як "доброзичливого диктатора". У 1930 році Рут був обраний до Ради Американської історичної асоціації.
Рут був одружений і мав одну доньку.